# MÉTRICA
MÉTRICA es una metodología de planificación, desarrollo y mantenimiento de sistemas de información, promovida por el Ministerio de Hacienda y Función Pública (antiguo Ministerio de Administraciones Públicas ) del Gobierno de España para la sistematización de actividades del ciclo de vida de los proyectos software en el ámbito de las administraciones públicas. Esta metodología propia está basada en el modelo de procesos del ciclo de vida de desarrollo ISO/IEC 12207 (Information Technology - Software Life Cycle Processes) así como en la norma ISO/IEC 15504 SPICE (Software Process Improvement And Assurance Standards Capability Determination).

## Versiones
- Versión 1 - 1989
- Versión 2 - 1993
- Versión 2.1 - 1995
- Versión 3 - 2001

## Elementos fundamentales
- Procesos
- Interfaces
- Técnicas y Prácticas
- Roles o Perfiles

## Procesos principales de MÉTRICA
Al igual que ISO/IEC 12207, MÉTRICA está orientada al proceso y, en su versión 3, estos procesos son:
- Planificación de Sistemas de Información (PSI). (No está cubierto por ISO/IEC 12207)
- Desarrollo de Sistemas de Información (DSI). Debido a su complejidad, está a su vez dividido en cinco procesos:
  - Estudio de Viabilidad del Sistema (EVS).
  - Análisis del Sistema de Información (ASI).
    1. Se describe inicialmente el sistema de información.
    2. Se recogen de forma detallada los requisitos funcionales.
    3. Se identifican los subsistemas de análisis.
    4. Se elaboran los modelos.
    5. Se realiza un análisis de consistencia.
    6. Se elabora el producto Especificación de Requisitos Software.
    7. Se inicia la especificación del Plan de Pruebas.

  - Diseño del Sistema de Información (DSI).
  - Construcción del Sistema de Información (CSI).
  - Implantación y Aceptación del Sistema (IAS).
    1. Establecimiento del Plan de Implantación.
    2. Formación Necesaria Para la Implantación.
    3. Incorporación del Sistema al Entorno de Operación.
    4. Carga de Datos al Entorno de Operación.
    5. Pruebas de Implantación del Sistema.
    6. Pruebas de Aceptación del Sistema.
    7. Preparación del Mantenimiento del Sistema.
    8. Establecimiento del Acuerdo de Nivel de Servicio.
    9. Presentación y Aprobación del Sistema.
    10. Paso a Producción.
- Mantenimiento de Sistemas de Información (MSI).

## Interfaces de MÉTRICA
MÉTRICA, en su versión 3, proporciona también cuatro interfaces que definen actividades orientadas a la mejora y perfeccionamiento de los procesos principales para garantizar la consecución del objetivo del desarrollo.
- Gestión de proyectos (GP): La finalidad principal es la planificación, el seguimiento y control de las actividades, los recursos humanos y materiales que intervienen en el desarrollo de un S.I.
- Seguridad (SEG): La palabra seguridad hace referencia a la gestión de riesgos. Esta interfaz pretende dotar a Métrica 3 de mecanismos de seguridad adicionales a los que tiene de por sí la metodología.
- Aseguramiento de la Calidad (CAL): El objetivo es garantizar que el sistema resultante cumpla con unos requisitos mínimos de calidad. Se llega a este objetivo haciendo revisiones exhaustivas de todos los documentos producidos. El equipo que participa en el aseguramiento de la calidad es independiente al de desarrollo.
- Gestión de la Configuración (GC): La interfaz de gestión de la configuración consiste en la aplicación de procedimientos administrativos y técnicos durante el desarrollo del sistema de información y su posterior mantenimiento. Su finalidad es identificar, definir, proporcionar información y controlar los cambios en la configuración del sistema, así como las modificaciones y versiones de los mismos.

## Técnicas y prácticas de MÉTRICA
MÉTRICA, en su versión 3, distingue entre:
- Técnicas de desarrollo
  - Análisis Coste/Beneficio
  - Casos de Uso
  - Diagramas de Clases
  - Diagrama de componentes
  - Diagrama de descomposición
  - Diagrama de despliegue
  - Diagrama de estructura (structure chart)
  - Diagrama de flujo de datos
  - Diagrama de interacción
    - Diagrama de secuencia
    - Diagrama de colaboración

  - Diagrama de paquetes
  - Diagrama de transición de estados
  - Modelado de procesos de la organización
    - SADT (Structured Analysis and Design Technique)

  - Modelo Entidad/Relación Extendido
  - Normalización
  - Optimización
  - Reglas de obtención del modelo físico a partir del lógico
  - Reglas de transformación
  - Técnicas matriciales
- Técnicas de gestión de proyectos
  - Técnicas de estimación
    - Método Albrecht para el Análisis de los Puntos Función
    - Método MARKII para el Análisis de los Puntos Función

  - Staffing Size (orientación a objetos)
  - Planificación
    - PERT
    - Diagrama de Gantt
    - Estructura de descomposición del trabajo
    - Diagrama de extrapolación
- Prácticas
  - Análisis de impacto
  - Catalogación
  - Cálculo de accesos
  - Caminos de acceso
  - Diagrama de representación
  - Factores críticos de éxito
  - Impacto en la organización
  - Presentaciones
  - Prototipado
  - Pruebas
  - Revisión formal
  - Revisión técnica
  - Sesiones de trabajo
    - Entrevistas
    - Reuniones
    - JAD
    - JRP (Joint Requirements Planning)

## Perfiles de   MÉTRICA
MÉTRICA establece los siguientes perfiles para los participantes en el proceso de desarrollo de un sistema de información:
- Directivo (Comité de Dirección, Directores de Usuarios,...).
- Jefe de Proyecto (Responsable de Implantación, Responsable de Seguridad,...).
- Consultor (Consultor Informático, Técnico de Sistemas,...).
- Analista (Analista, Administrador de Bases de Datos,...).
- Programador.